# 地球近傍小惑星追跡
地球近傍小惑星追跡（ちきゅうきんぼうしょうわくせいついせき、英語: Near-Earth Asteroid Tracking : NEAT）は、アメリカ航空宇宙局 (NASA)、ジェット推進研究所による地球近傍小惑星の追跡プログラム。正式名称の日本語訳は一定しないが、「地球近傍小惑星追跡プログラム」などとも呼ばれている。
1995年探査を開始し、アメリカ空軍の協力によりハワイ・マウイ島のGEODSS（地上設置型電子光学式深宇宙探査）望遠鏡（2001年以降は空軍マウイ光学・スーパーコンピューティング観測所 (AMOS)にある1.2 m望遠鏡）を使用して探査・追跡を行っている。
2001年からはパロマー天文台の望遠鏡も用いられ、準惑星エリスをはじめセドナ、クワオアーなどの発見に貢献した。他にも多数の小惑星、彗星などを発見しており、NEATによって発見された彗星をNEAT彗星と総称する。
2007年に観測を終了するまでに、2022年までに番号登録されたものだけで44,736個の小惑星を発見した。